# Stenogobius ingeri
Stenogobius ingeri är en fiskart som beskrevs av Watson, 1991. Stenogobius ingeri ingår i släktet Stenogobius och familjen smörbultsfiskar. Inga underarter finns listade i Catalogue of Life.